# 西淺井郡
西淺井郡為過去位於日本滋賀縣北部的郡，已於1897年4月1日與伊香郡合併為新設立的伊香郡。
在1879年實施郡區町村編制法時的轄區在1955整併為西淺井村（1971年升格為西淺井町），2010年併入長濱市。

## 歷史
過去在令制國時代屬於近江國淺井郡，1879年實施郡區町村編製法時，正式設置近代的郡級行政區劃；淺井郡位於伊香郡以西的區域設置為西淺井郡，以東的區域則設為東淺井郡，並在伊香郡木之本村（位於現在的長濱市）設置「伊香西淺井郡役所」，同時負責管理伊香郡和西淺井郡。

### 沿革

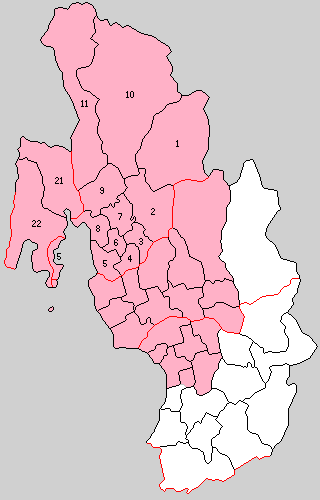
1889年西淺井郡轄下的行政區劃：
21.鹽津村、22.永原村
（紅色：現屬長濱市、1 - 11屬伊香郡）

- 1889年4月1日：實施町村制，西淺井郡下設：鹽津村（日语：塩津村 (滋賀県)）和永原村（日语：永原村）。（2村）
- 1897年4月1日：為準備實施郡制（日语：郡制），西淺井郡和伊香郡被整併為新設置的伊香郡。[1][2]